# Advents Sogn
Advents Sogn er et sogn i Valby-Vanløse Provsti (Københavns Stift). Sognet ligger i Københavns Kommune. I Advents Sogn ligger Adventskirken.
I Advents Sogn findes flg. autoriserede stednavne:

## Officiel hjemmeside
- Adventskirken